# جائزة جان بيير مونسيري الكبرى 2022
جائزة جان بيير مونسيري الكبرى 2022 هو سباق دراجات هوائية، وهو الموسم رقم 11 من جائزة جان بيير مونسيري الكبرى، وأقيم في 6 مارس 2022 ضمن سباقات طواف أوروبا للدراجات 2022، وشارك فيه 153 متسابقاً ووصل إلى نهايته 116 متسابقاً.
فاز بالمركز الأول ارنو دي لاي، وبالمركز الثاني يجف دي بوندت، وبالمركز الثالث هوغو هوفستيتر.

## الفرق
| فرق عالمية (6)- Cofidis - Intermarché-Wanty-Gobert Matériaux - Lotto-Soudal - Quick-Step Alpha Vinyl - Team DSM - UAE Team Emirates فرق برو (7)- Alpecin-Fenix - بي آند بي هوتيلز 2022 ‏ - بنجوال باوليز ساوكس دبليو بي 2022 ‏ - سبورت فلاندرين بالويس 2022 ‏ - Arkéa-Samsic - TotalEnergies - أونو اكس برو سايكلنج تيم 2022 ‏ فرق قارية (11)- Diftar Continental Cyclingteam ‏ - Groupama–FDJ Continental Team ‏ - إيفوبرو ريسينغ ‏ - Philippe Wagner–Bazin ‏ - ميتك-تي كي إتش مانتيل ‏ - Minerva Cycling Team ‏ - Sauerland NRW-SKS Germany ‏ - سوبرانو هام ايزوريكس 2022 ‏ - Soudal–Quick-Step Devo Team ‏ - ترينيتي رود ريسينغ 2022 ‏ - كانيون ايسبرج ‏ |  |
| |  |

## التصنيف العام النهائي
| التصنيف العام         | التصنيف العام          | التصنيف العام   | التصنيف العام                      | التصنيف العام |
| العداء                | العداء                 | البلد           | الفريق                             | الوقت         |
| --------------------- | ---------------------- | --------------- | ---------------------------------- | ------------- |
| 1                     | ارنو دي لاي            | بلجيكا          | لوتو سودال                         | 4 س 45 د 03 ث |
| 2                     | يجف دي بوندت           | بلجيكا          | Alpecin-Fenix                      | + 0 ث         |
| 3                     | هوغو هوفستيتر          | فرنسا           | اركيا سامسيك                       | + 0 ث         |
| 4                     | Gerben Thijssen ‏       | بلجيكا          | Intermarché-Wanty-Gobert Matériaux | + 0 ث         |
| 5                     | Ethan Vernon ‏          | المملكة المتحدة | Quick-Step Alpha Vinyl             | + 0 ث         |
| 6                     | بيير باربييه (دراج)    | فرنسا           | فيتال كونسبت ‏                      | + 0 ث         |
| 7                     | Donavan Grondin ‏       | فرنسا           | اركيا سامسيك                       | + 0 ث         |
| 8                     | Laurence Pithie ‏       | نيوزيلندا       | Groupama–FDJ Continental Team ‏     | + 0 ث         |
| 9                     | جنسن بلاورايت ‏         | أستراليا        | Groupama–FDJ Continental Team ‏     | + 0 ث         |
| 10                    | Stanisław Aniołkowski ‏ | بولندا          | بنجوال باوليز ساوكس دبليو بي ‏      | + 0 ث         |
| مصدر: ProCyclingStats |                        |                 |                                    |               |

## وصلات خارجية
- الموقع الرسمي
- لمحة عن سباق جائزة جان بيير مونسيري الكبرى 2022 على موقع  ProCyclingStats   (برو  سايكلنج  ستاتس) - إحصاءات  محترفي  الدراجات.
- جائزة جان بيير مونسيري الكبرى 2022 على موقع إحصائيات الدراجات الإحترافية (الإنجليزية)